# Discophlebia lipauges
Discophlebia lipauges är en fjärilsart som beskrevs av Turner 1917. Discophlebia lipauges ingår i släktet Discophlebia och familjen Oenosandridae. Inga underarter finns listade i Catalogue of Life.